# カリーニンスコ＝ソンツェフスカヤ線
カリーニンスコ＝ソンツェフスカヤ線（カリーニンスコ＝ソンツェフスカヤせん、ロシア語: Кали́нинско-Солнцевская  ли́ния）はモスクワ地下鉄の路線の一つである。東区間はモスクワ地下鉄8号線、西区間はモスクワ地下鉄8A号線とも呼ばれる。東区間は1980年のモスクワオリンピックに備えて前年の1979年末にカリーニンスカヤ線として開通した。その後も延伸が続けられ、現在はトレチャコフスカヤ駅（Третьяко́вская）とノヴォコシノ駅（Новокосино）を結ぶ。西区間はラッスカゾフカ駅（Рассказовка）とデロヴォイ・ツェントル駅（Деловой центр）を結ぶ。なお、2020年には両区間は接続する予定である。

## 駅一覧
- 東区間
  - トレチャコフスカヤ駅（Третьяко́вская）
  - マルクシスツカヤ駅（Марксистская）
  - プロシャジ・イリイチャ駅（Площадь Ильича）
  - アヴィアモトルナヤ駅（Авиамото́рная）
  - ショッセ・エントゥジアストフ駅（Шоссе Энтузиастов）
  - ペロヴォ駅（Перо́во）
  - ノヴォギレエヴォ駅（Новогиреево）
  - ノヴォコシノ駅（Новокосино）

- 西区間
  - ラッスカゾフカ駅（Рассказовка）
  - ノヴォペレデルキノ駅（Новопеределкино）
  - ボロフスコエ・ショッセ駅（Боровское шоссе）
  - ソンツェヴォ駅（Солнцево）
  - ゴヴォロヴォ駅（Говорово）
  - オチャコヴォ駅（Озёрная）
  - ミチューリンスキー・プロスペクト駅（Мичуринский проспект）
  - ラメンキ駅（Раменки）
  - ロモノソフスキー・プロスペクト駅（Ломоносовский проспект）
  - ミンスカヤ駅（Минская）
  - パールク・パベーディ駅（Парк Победы）
  - デロヴォイ・ツェントル駅（Деловой центр）

## 開業年次
| 駅                                              | 開業年     | 距離    |
| ----------------------------------------------- | ---------- | ------- |
| マルクシスツカヤ駅 - ノヴォギレエヴォ駅         | 1979-12-30 | 11.4 km |
| マルクシスツカヤ駅 - トレチャコフスカヤ駅       | 1986-01-25 | 1.7 km  |
| ノヴォギレエヴォ駅 - ノヴォコシノ駅             | 2012-08-30 | 3.2 km  |
| パールク・パベーディ駅–デロヴォイ・ツェントル駅 | 2014-01-31 | 3.4 km  |
| パールク・パベーディ駅–ラメンキ駅               | 2017-03-16 | 7.3 km  |
| ラメンキ駅–ラッスカゾフカ駅                     | 2018-08-30 | 15.0 km |
| 合計                                            | 22駅       | 42.0 km |

## 乗換
| 東区間     | 東区間                                          | 東区間                                |
|            | 接続路線                                        | 乗換駅                                |
| ---------- | ----------------------------------------------- | ------------------------------------- |
| 2          | ザモスクヴォレーツカヤ線                        | トレチャコフスカヤ駅                  |
| 5          | 環状線                                          | マルクシスツカヤ駅                    |
| 6          | カルーシュスコ＝リーシュスカヤ線                | トレチャコフスカヤ駅 (対面乗り換え)   |
| 7          | タガーンスコ＝クラスノプレースネンスカヤ線      | マルクシスツカヤ駅                    |
| 10         | リュビリーンスコ＝ドミトロフスカヤ線            | プロシャジ・イリイチャ駅              |
| ロシア国鉄 | モスクワ・クルスク鉄道 モスクワ・ゴーリキー鉄道 | プロシャジ・イリイチャ駅              |
| ロシア国鉄 | モスクワ・カザン鉄道                            | アヴィアモトルナヤ駅                  |
| 西区間     |                                                 |                                       |
|            | 接続路線                                        | 乗換駅                                |
| 3          | アルバーツコ＝ポクローフスカヤ線                | パールク・パベーディ駅 (対面乗り換え) |
| 4          | フィリョーフスカヤ線                            | デロヴォイ・ツェントル駅              |